# Nadličanka
Nadličanka je slovenský dechový soubor se stotřicetiletou historií. Působí v obci Nadlice a patří mezi nejstarší dechové kapely na Slovensku. Její kořeny sahají až do 19. století do roku 1880. V Hornonitranském regionu a v Trenčianském kraji se těší velké popularitě a zájmu diváků a posluchačů.

## Členové
- Andrej Zubaj – trubka I.B
- Ing. Ivan Kováčik – klarinet Es
- Ing. Ivan Šmatlák – trubka 4.Es
- Ivan Poštrk – křídlovka II.B
- Ján Bakyta – pozoun
- Jozef Mičko – zpěv
- Jozef Baláž – trubka 3.Es
- Július Paulička – zpěv
- Ladislav Rosa – křídlovka I.B
- Marcel Bulík – bicí
- Marek Skaličan – bicí
- Mgr. art Andrej Smolinský – tuba
- Paľko Kúdela – klarinet B
- Pavol Andel – tenor
- Peter Andel – baryton
- Viera Bakytová – zpěv
- Viera Pauličková – zpěv
- Vladimír Mičko – klarinet B